# Santo-Pietro-di-Venaco
Santo-Pietro-di-Venaco est une commune française située dans la circonscription départementale de la Haute-Corse et le territoire de la collectivité de Corse. Le village appartient à l'ancienne piève de Venaco.

## Géographie

### Situation
Santo-Pietro-di-Venaco est une commune de la piève de Venaco ; elle est l'une des sept communes composant le canton de Venaco. Elle fait partie du « territoire de vie » Centru di Corsica dans le parc naturel régional de Corse.

### Géologie et relief

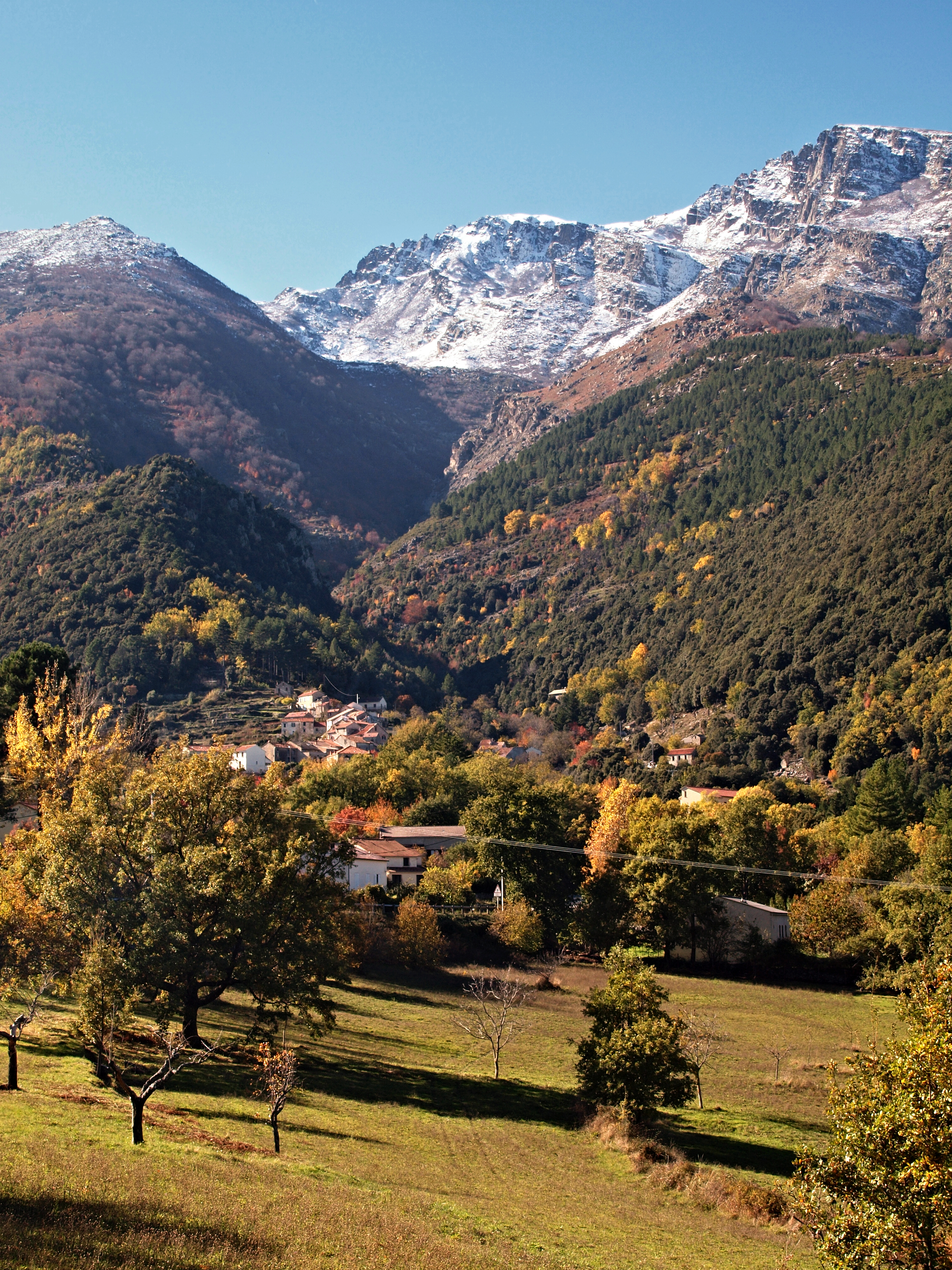
Le Village et la vallée du Misongno dominés par le Monte Cardo 2453 m et la Punta Lattiniccia.

Santo-Pietro-di-Venaco se trouve dans le « Deçà des Monts », ou Corse occidentale ancienne constituée pour l'essentiel de roches granitiques, comme ordinairement distinguée par les géologues au sud-ouest de l'île, opposé au « Delà des Monts » ou « Corse schisteuse » au nord-est. Elle se situe en limite de la zone dépressionnaire centrale de Corte qui s'étend entre les deux.
Au lieu-dit Petra Furnella la commune recèle une formation calcaire modifiée par des roches d'origine ignée. Le marbre bleu qui en a été tiré dans une carrière exploitée jusqu'en 1930 peut être comparé à celui connu dans le commerce sous le nom de bleu turquin.
Santo-Pietro-di-Venaco est une commune de l'intérieur, composée autour du village, d'une partie occidentale de haute montagne, occupant la vallée du ruisseau Tovo et la partie septentrionale de la vallée du Misongno, et d'une partie orientale représentée par une longue et étroite bande de terre déclinant jusqu'au fleuve Tavignano.

#### Limites communales
Ses limites territoriales sont formées :
- au nord par une ligne longeant le ruisseau de Taola depuis l'altitude 1 168 m jusqu'à la RT 20 (728 m), ensuite longeant en deçà la nationale sur environ 700 mètres puis au-delà la nationale jusqu'à hauteur du col de Belle Granaje (Bellagranaghju). Elle parcourt ensuite vers l'est une ligne de crête déclinant jusqu'au Tavignano, suivant le cours d'un petit ruisseau enjambé par le pont d'Amadiu de la RN 200 ;
- à l'est, la ligne longe le Tavignano jusqu'à l'ancien champ de course de Torbia ;
- au sud, la ligne repart vers l'ouest en partageant l'ancien hippodrome de Torbia entre Santo-Pietro et Venaco. De là, la ligne remonte le cours d'un petit ruisseau jusqu'à sa source (552 m) au lieu-dit Zucchero, et se dirige vers une autre ligne de crête remontant vers l'ouest, en suivant une piste carrossable jusqu'au col de Belle Granaje (723 m) où elle coupe la RT 20. Cette ligne se poursuit sur la ligne de crête jusqu'à la jonction des routes RT 20, D340 et D350 en contrebas du village. Elle longe sur environ 400 mètres la D340 puis file vers l'ouest en coupant à nouveau la RT 20, atteint la D350 avant de rejoindre le ruisseau de Misongno qu'elle remonte vers la source jusqu'à l'altitude de 1 307 m. De ce point, elle part en ligne droite sur la Punta Lattiniccia (2 413 m) située à 1 km au nord du Monte Cardo, « à cheval » sur 4 communes : Corte, Casanova, Santo-Pietro-di-Venaco et Venaco ;
- à l'ouest, la ligne prend la direction des bergeries de Spinarazia (1 314 m) dominant le ruisseau de Taola, via la crête des Serre de Spinarazia.

### Hydrographie

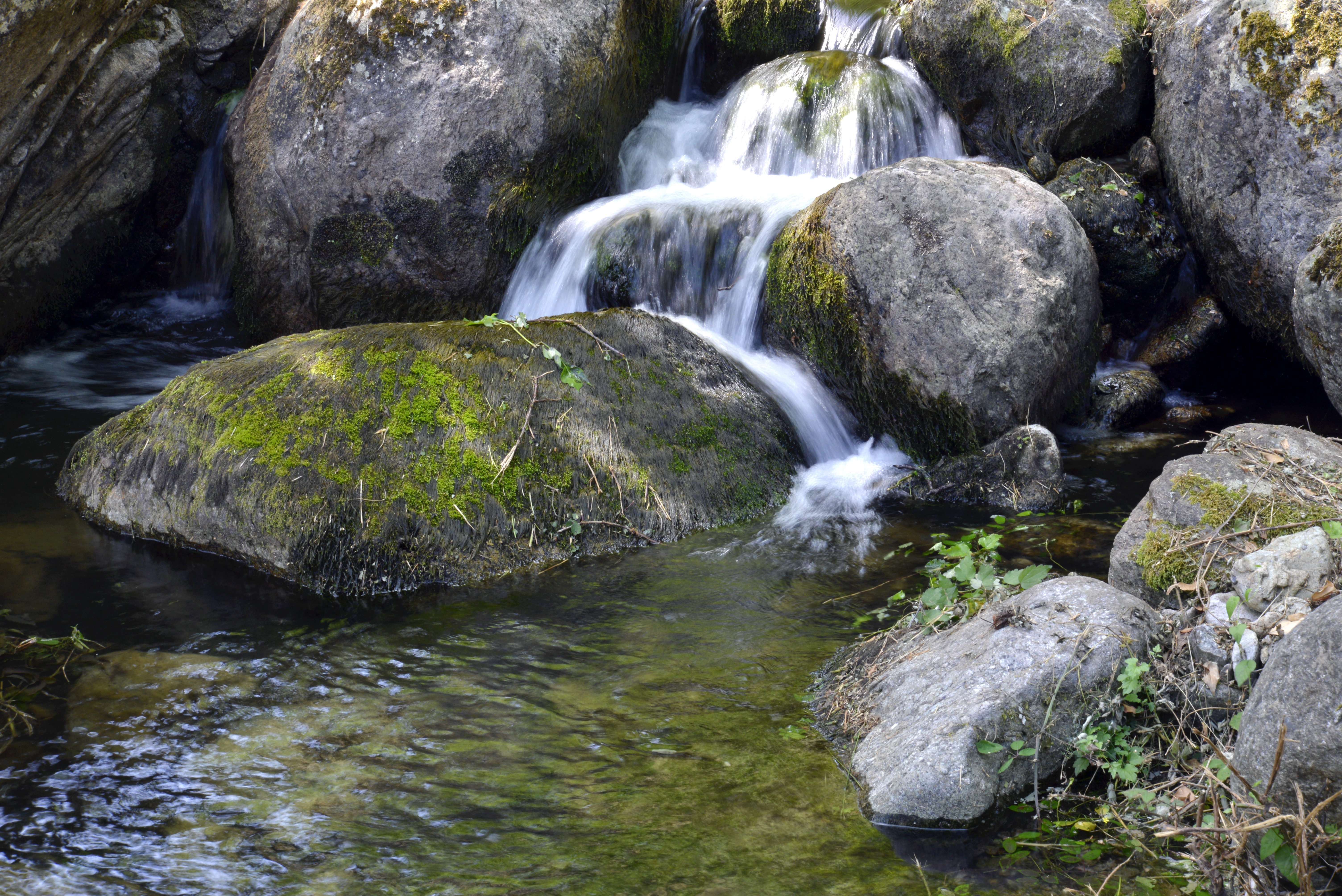
Le Misognu dans sa traversée du village.

Même si une infime partie du cours du Tavignano à l'extrémité orientale de la commune lui appartient, le ruisseau de Misongno (Misognu) qui traverse le village est le principal cours d'eau. Dès sa confluence avec le ruisseau de Tovo sur Poggio-di-Venaco, le ruisseau de Misongno prend le nom de ruisseau de Minuto, affluent rive droite du Tavignano. La vallée du Misongno au dénivelé important, recèle plusieurs bergeries en altitude. Un sentier de randonnée en boucle, balisé, permet de remonter la vallée en direction du Monte Cardo.

### Climat et végétation
Santo-Pietro-di-Venaco est une commune de montagne, verte et boisée. Le sol est couvert d'un manteau forestier étagé. Au plus bas, soit dans la vallée du Tavignano, le tapis végétal est un maquis épais parsemé de chênes verts, de chênes-lièges et de pins maritimes. En remontant, les châtaigniers apparaissent jusqu'au haut du village. Viennent ensuite les chênes verts couvrant les versants des vallons. Plus haut, l'adret est couvert de pins larici et l'ubac de hêtres. Enfin les hauteurs ne sont que des rochers nus.

### Voies de communication et transports

#### Accès routiers
De par son étendue (distance orthodromique d'environ 10 km d'est en ouest), la commune est traversée par deux routes nationales, les RT 20 et 50.
- La RT 20, principal axe routier de Corse reliant Ajaccio à Bastia ses deux métropoles, traverse au nord le village, à sa jonction avec la D 350 au lieu-dit Sambuco, jusqu'au col de Belle Granaje (Belle granagje di Venacu[3]) au sud-est du village, puis une nouvelle fois depuis sa jonction avec les D 340 et D 350 en bas du col précité jusqu'au hameau Campo Vecchio à Venaco.
- La RT 50 est la route qui relie Corte à Caterragio commune d'Aléria, jusqu'à la plage de Padulone, en longeant quasiment le Tavignano jusqu'à son embouchure. Cette nationale passe à l'extrême partie orientale de la commune, dans une zone inhabitée.

Quant au village, il est desservi par trois routes départementales : la D350 route du Casile, la route "du cimetière" partant du village pour rejoindre le col de Belle Granaje, et l'ancienne route menant à la croisée des chemins vers Riventosa, à San Catero di Cervone (San Cateru), col (736 m) entre San Petru di Venacu et Riventosa.

#### Voies de communication et transports

##### Transports ferroviaires
La commune est traversée par l'axe ferroviaire Ajaccio-Bastia des Chemins de fer de Corse, en crête de paroi rocheuse par un tunnel. La gare de Poggio - Riventosa au nord et la gare de Venaco au sud sont les gares les plus proches.

##### Transports aériens et maritimes
Le village est distant, par route, de :
- 61 km de l'aéroport de Bastia Poretta,
- 68 km de l'aéroport d'Ajaccio-Napoléon-Bonaparte,
- 92 km de l'aéroport de Calvi-Sainte-Catherine,
- 71 km du port de commerce d'Ajaccio,
- 71 km du port de commerce de L'Île-Rousse,
- 79 km du port de commerce de Bastia.

##### Transports en commun
Santo-Pietro-di-Venaco est desservie par un service régulier d'autocars entre Ajaccio et Bastia.

## Urbanisme

### Typologie
Au 1er janvier 2024, Santo-Pietro-di-Venaco est catégorisée commune rurale à habitat dispersé, selon la nouvelle grille communale de densité à sept niveaux définie par l'Insee en 2022.
Elle est située hors unité urbaine. Par ailleurs la commune fait partie de l'aire d'attraction de Corte, dont elle est une commune de la couronne,. Cette aire, qui regroupe 34 communes, est catégorisée dans les aires de moins de 50 000 habitants,.

### Occupation des sols
L'occupation des sols de la commune, telle qu'elle ressort de la base de données européenne d’occupation biophysique des sols Corine Land Cover (CLC), est marquée par l'importance des forêts et milieux semi-naturels (87,2 % en 2018), une proportion identique à celle de 1990 (87,2 %). La répartition détaillée en 2018 est la suivante : 
milieux à végétation arbustive et/ou herbacée (40,7 %), forêts (37,5 %), espaces ouverts, sans ou avec peu de végétation (9 %), prairies (6,7 %), zones agricoles hétérogènes (5,9 %), zones urbanisées (0,3 %). L'évolution de l’occupation des sols de la commune et de ses infrastructures peut être observée sur les différentes représentations cartographiques du territoire : la carte de Cassini (XVIIIe siècle), la carte d'état-major (1820-1866) et les cartes ou photos aériennes de l'IGN pour la période actuelle (1950 à aujourd'hui).

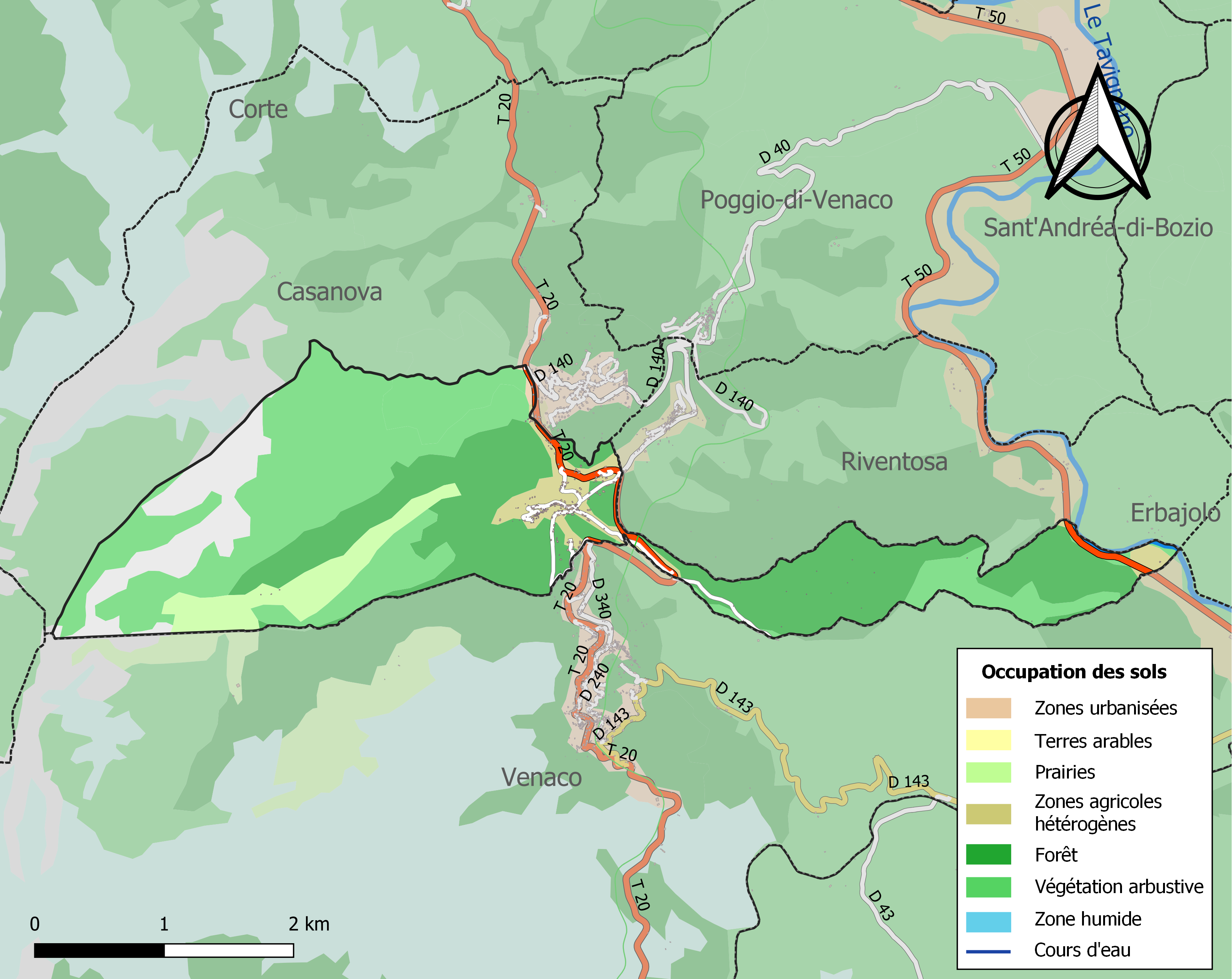
Carte des infrastructures et de l'occupation des sols de la commune en 2018 (CLC).
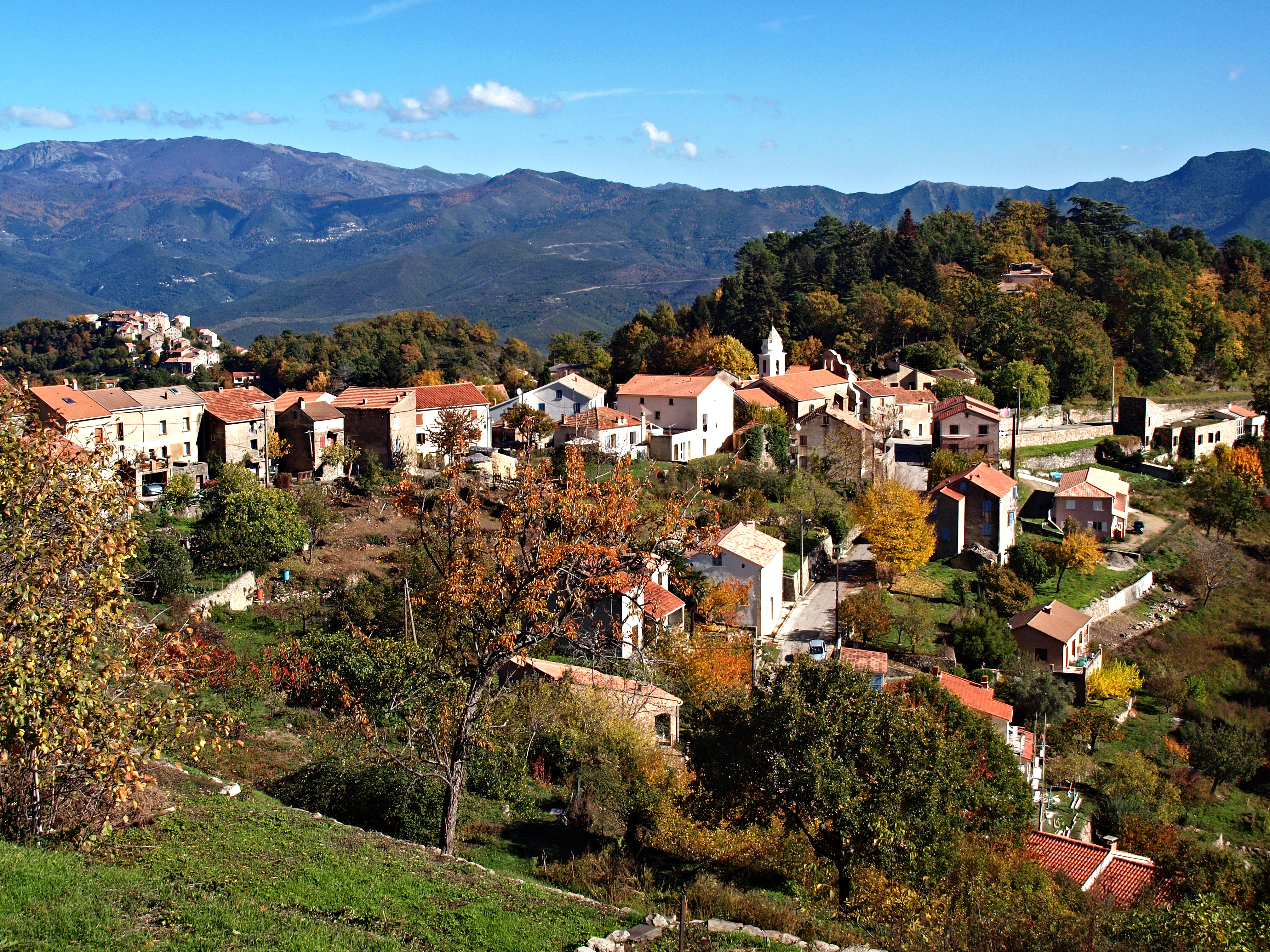
Vue de Santo-Pietro-di-Venaco.

## Toponymie
Le pape Grégoire le Grand fit parvenir en 595 des reliques de Saint Pierre pour établir une église dédiée à ce saint, au cœur du diocèse d'Aleria, nichée parmi les montagnes. Le village fut nommé ainsi pour honorer les reliques du saint.
Le nom de "Venaco" est d'une grande ancienneté, apparaissant déjà sur l'atlas de Ptolémée, un géographe grec d'Egypte, vers l'an 150 de notre ère, sous la dénomination grecque de "Ouenikion", qui se traduit en latin par "Venicium".

Le nom officiel de la commune n'est généralement pas utilisé dans la conversation courante par les habitants. Les villageois désignent leur village en français : Saint-Pierre-de-Venaco. Il est peu courant d'utiliser l'appellation "Santo Pietro", qui est la forme toscane du nom. En revanche, il est tout à fait habituel en corse de dire "San Petru di Venacu".

## Histoire

### Antiquité
Le village de Santo-Pietro-di-Venaco est situé sur l’ancienne pieve de Venaco, appelée Venicium par les Romains.
Des reliques de saint Pierre et de saint Laurent auraient été envoyées par le pape Grégoire le Grand en 595 pour fonder, dans le diocèse d’Aléria, une église pour célébrer ces deux saints. Par ailleurs, plusieurs lieux de culte sont dédiés à saint Pierre et saint Paul en Corse.

### Moyen Âge
Vers 1520 la pieve de Venacu comptait environ 1 200 habitants qui vivaient regroupés dans les lieux suivants : Serraggio, lo Lugo, Campovegio, la Maistrachia, la Riventosa, lo Poggio.
L’église de Saint Pierre (Santo Pietro) a été décrite en 1589 par Mgr Mascardi, évêque de Mariana, comme étant de style roman, avec un toit couvert de « teghje » (lauzes), des parois internes et une abside ornées de peintures. Elle était dite « principale », l'église piévane ou piévanie, celle de San Michele de « Serrale », le Serraghju actuel (hameau Serragio de Venaco) situé en contrebas, en étant une annexe.

### Temps modernes
Au XVIIIe siècle, la population de Venaco a pris part à la grande révolte des Corses contre Gênes de 1729 à 1769, mouvement expliqué principalement par « l'augmentation constante des impositions au gré des officiers et fonctionnaires génois successifs et la confiscation des armes que l'on mettait aussitôt en circulation moyennant rétribution ». En voici quelques événements concernant la piève de Venacu :
- 1729 année du soulèvement. Le 20 mai, le Magistrato chargé des affaires de Corse auprès du Sénat de Gênes informe le gouverneur Pinelli des doléances des pieve de Venaco, Bozio, etc. contre les habitants de Nuceta, véritables bandits qui vivent de rapines et lui demande d'agir en conséquence. Pinelli ne disposant pas de forces suffisantes pour soumettre la communauté de Nuceta, il conseille d'armer les protestataires pour qu'ils se fassent justice eux-mêmes. (Les Corses avaient obtenu en 1715, l'interdiction des armes. Celles-ci avaient été déposées. Elles devaient être remboursées à leur juste valeur. Le sénat de Gênes avait accepté de prendre cette mesure moyennant une imposition supplémentaire de deux seini (13 sous, 4 deniers) par feu, ce qui correspondait à une patente de port d'armes).

Mgr Camillo de'Mari, évêque d'Aléria, offre sa médiation aux habitants de Nuceta. Celle-ci sera sans suite. Des troubles naissent dans quelques pieve de l'En-Deçà des monts (Rostino, Bozio, Niolo, Venaco) ; les habitants refusent le paiement des deux seini. Des dépôts d'armes sont emparés, des troupes désarmées et chassées... Gênes décide d'utiliser la force pour rétablir l'autorité de la République et envoie des troupes en Corse.
- 1731 en mars, Venacu, Orezza, la Balagne, le Nebbiu, le Capicorsu, Corti, le Campulori, Verde, l'Alisgiani et une partie du Muriani font leur soumission à la République.
- 1730 le 11 juin, Pinelli est remplacé par Giovanni Francesco Gropallo nouveau gouverneur en même temps qu'arrive Camillo Doria en qualité de commissaire auquel la République a donné les pleins pouvoirs militaires. En décembre, Gropallo et Doria décident de renforcer la défense de Corti. Un détachement de 150 hommes, partis d'Aiacciu, est intercepté par les populations de Venacu, A Rogna et Talcini (Corti, Omessa) ; les soldats sont désarmés et renvoyés à leur point de départ. Un petit détachement parti de Bastia réussit à s'introduire dans la citadelle qui sera assiégée par les habitants du Bozio, de Giovellina, de Talcini et de Venaco.
- 1739 : Intervention du roi de France. Le 24 juin, le général marquis de Maillebois pénètre dans Corti. Venacu, Nuceta et le Niolo, viennent assurer le général de leur obéissance. Il soumet la Corse en trois semaines.
- 1757 : Troisième intervention française. Le 22 avril, le commissaire Doria accorde l'impunité à ceux qui tueront Salvadore Murati et Tagliarinu de Venacu qui viennent d'occuper le Capicorsu.
- 1764 : Quatrième intervention française. Le 25 novembre, Édit du général Paoli et du Conseil d'État portant érection d'une université à Corti. Anghjulu Stefani de Venacu y est professeur de morale.
- 1768 le 15 mai, après la cession de la Corse à la France par les Génois, la pieve de Venacu devient la pieve du Vecchio. En 1790, après la Révolution, elle change de nom pour devenir le canton de Serraggio.

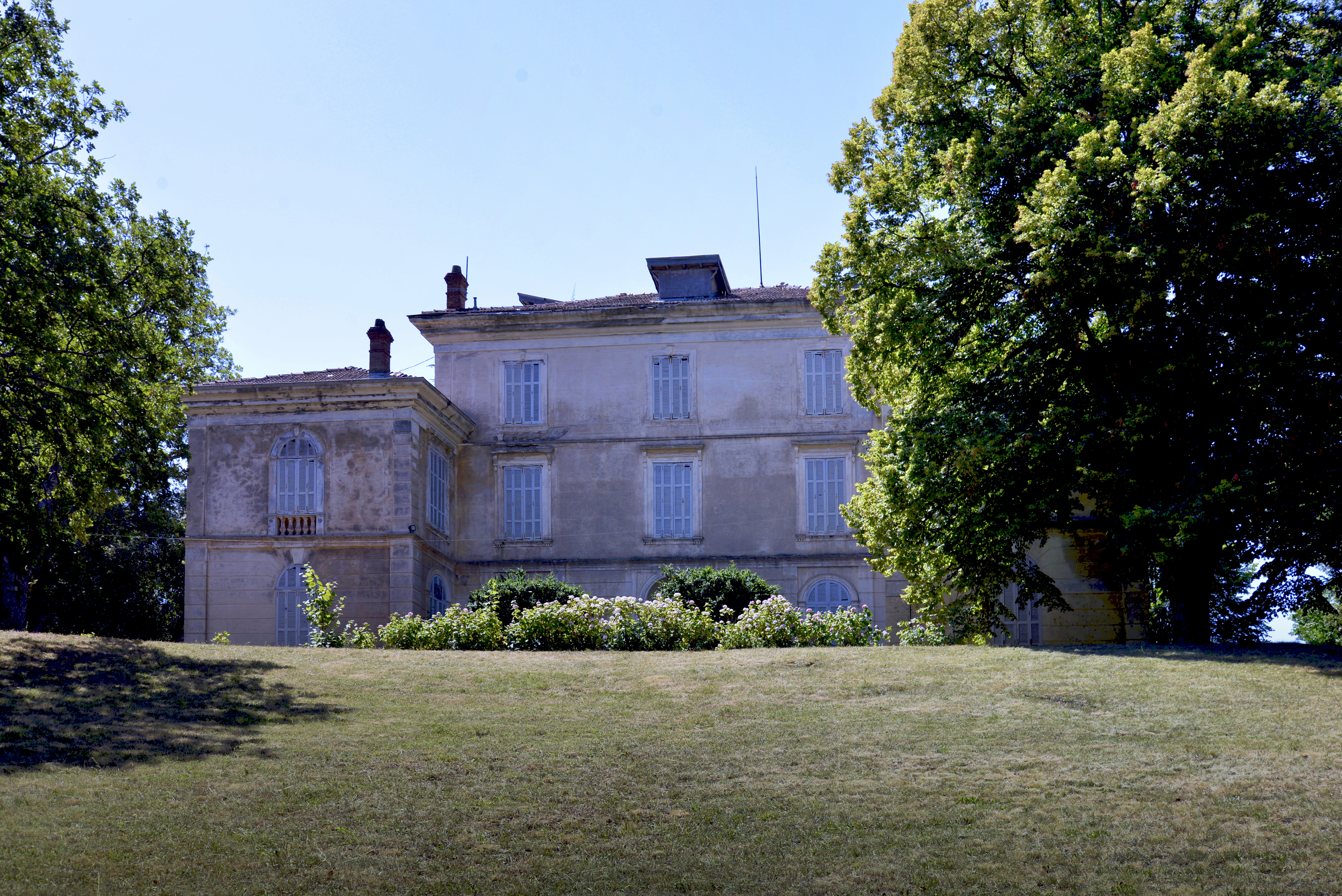
Château de Pozzo di Borgo.

Dans la seconde moitié du XIXe siècle, le comte François Pozzo di Borgo, descendant de Charles-André Pozzo di Borgo, fait bâtir à Santo-Pietro-di-Venaco une demeure que l’on appelle « le chalet ». Elle sera transformée en auberge par André Mariani qui fonde, en 1898, l’hôtel-restaurant « Le Torrent ».
Le comte Pozzo di Borgo fait ensuite édifier à la fin du XIXe siècle une autre bâtisse appelée « le château ». Dans son Voyage en France (14e série : la Corse), publié en 1897, Victor Ardouin-Dumazet y décrit la vue : « Le point culminant du col est à Saint-Pierre-de-Venaco. Le village est à 807 m d’altitude. Sur un mamelon, M. le comte Pozzo di Borgo a fait construire un château d’où la vue est sublime. Elle s’étend sur toute la partie de l’île, l’En-deçà-des-monts, jusqu'à la mer de Toscane. »

### Époque contemporaine
En 1954, le canton de Venaco était composé des communes de Casanova, Muracciole, Poggio-di-Venaco, Riventosa, Santo-Pietro-di-Venaco, Venaco et Vivario.
Le 27 mars 1948, vers 7 heures du matin, un tragique accident a lieu au sommet du Cardo : un appareil britannique faisant le trajet New-Delhi-Londres percute le massif. À son bord, 19 personnes périrent, probablement carbonisées.

## Politique et administration

### Liste des maires
| Période                                  | Période                     | Identité       | Étiquette | Qualité             |
| ---------------------------------------- | --------------------------- | -------------- | --------- | ------------------- |
| Les données manquantes sont à compléter. |                             |                |           |                     |
| mars 2001                                | 2008                        | Joseph Césari  |           |                     |
| mars 2008                                | En cours (au 30 avril 2014) | Augustin Viola | PRG       | Permanent politique |

## Population et société

### Démographie
L'évolution du nombre d'habitants est connue à travers les recensements de la population effectués dans la commune depuis 1800. Pour les communes de moins de 10 000 habitants, une enquête de recensement portant sur toute la population est réalisée tous les cinq ans, les populations de référence des années intermédiaires étant quant à elles estimées par interpolation ou extrapolation. Pour la commune, le premier recensement exhaustif entrant dans le cadre du nouveau dispositif a été réalisé en 2007.

En 2022, la commune comptait 298 habitants, en évolution de +6,81 % par rapport à 2016 (Haute-Corse : +5,15 %, France hors Mayotte : +2,11 %).
| 1800 | 1806 | 1821 | 1831 | 1836 | 1841 | 1846 | 1851 | 1856 |
| ---- | ---- | ---- | ---- | ---- | ---- | ---- | ---- | ---- |
| 220  | 238  | 209  | 254  | 289  | 311  | 324  | 347  | 359  |

| 1861 | 1866 | 1872 | 1876 | 1881 | 1886 | 1891 | 1896 | 1901 |
| ---- | ---- | ---- | ---- | ---- | ---- | ---- | ---- | ---- |
| 380  | 347  | 365  | 364  | 369  | 396  | 449  | 465  | 396  |

| 1906 | 1911 | 1921 | 1926 | 1931 | 1936 | 1946 | 1954 | 1962 |
| ---- | ---- | ---- | ---- | ---- | ---- | ---- | ---- | ---- |
| 339  | 318  | 232  | 210  | 202  | 221  | 216  | 229  | 227  |

| 1968 | 1975 | 1982 | 1990 | 1999 | 2006 | 2007 | 2012 | 2017 |
| ---- | ---- | ---- | ---- | ---- | ---- | ---- | ---- | ---- |
| 165  | 126  | 168  | 166  | 198  | 210  | 212  | 262  | 277  |

| 2022 | - | - | - | - | - | - | - | - |
| ---- | - | - | - | - | - | - | - | - |
| 298  | - | - | - | - | - | - | - | - |

### Manifestations culturelles et festivités
- 20 janvier, Saint-Sébastien (San Bastianu)
- 13 décembre, Sainte-Lucie (Santa Lucia)
- 29 août, pèlerinage annuel à la chapelle Santo Eliseo (Sant' Eliseu) (1 555 m) en haut de la vallée du Misongno.

### Cultes

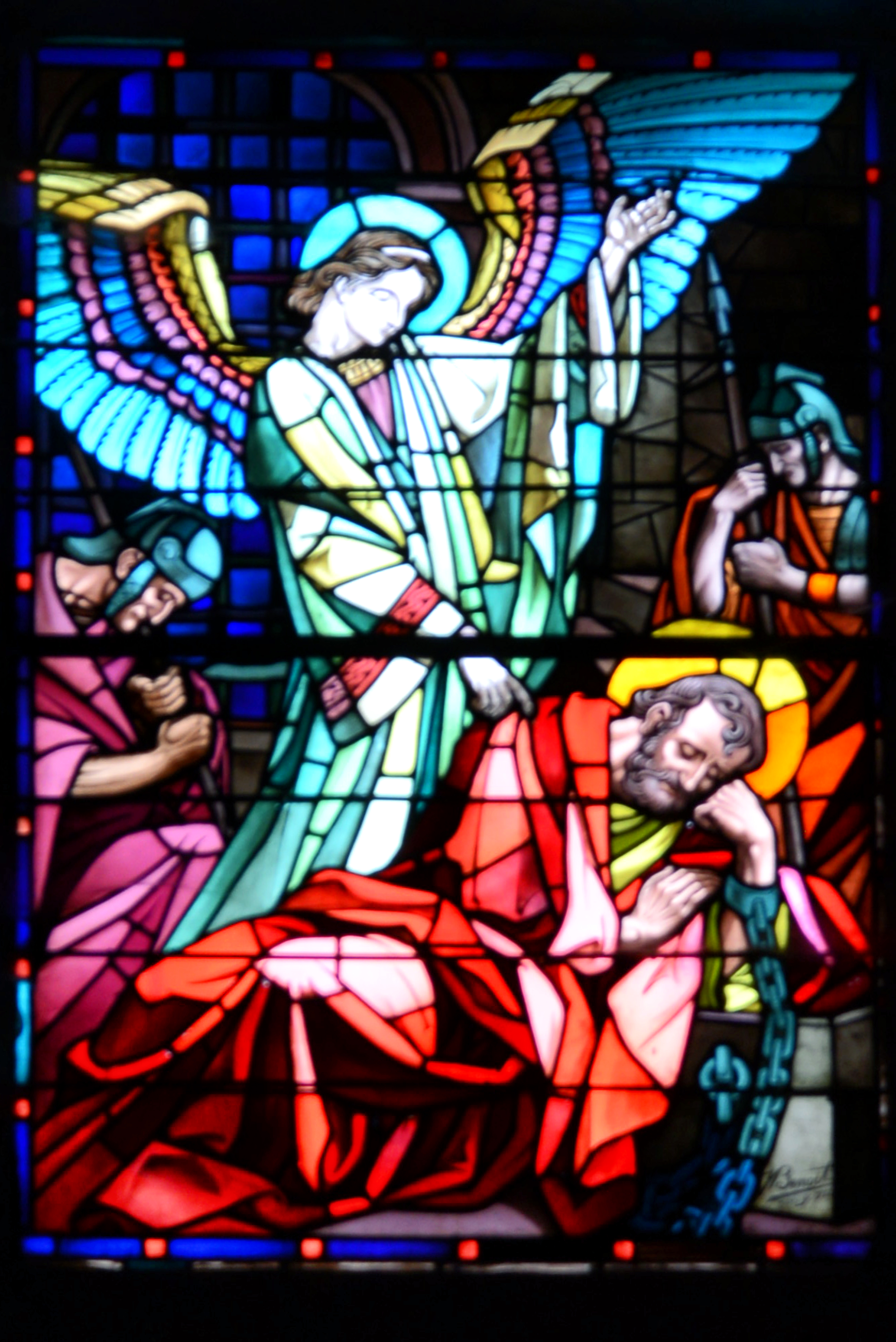
Vitrail de la façade principale de l'église Saint-Pierre-et-Saint-Paul.

La paroisse, l'église Saint-Pierre-et-Saint-Paul, relève du diocèse d'Ajaccio.

### Sports

#### Randonnées
Le Monte Cardo est accessible depuis un sentier de randonnée balisé, au dénivelé important (1 650 m). Le sentier en boucle autour de la vallée du ruisseau Misongno, prend naissance à Santo-Pietro-di-Venaco à 802 m d'altitude, aux dernières maisons du haut du village. L'ascension démarre par la route D15 en piste jusqu'à la hauteur de 965 m au lieu-dit Albertina. L'itinéraire du sentier se poursuit vers la chapelle Santo Eliseo (1 555 m), lieu d'un pèlerinage annuel le 29 août. Depuis la chapelle, on peut poursuivre hors sentier en direction de la crête du Monte Cardo que l'on atteint sans grande difficulté. Pour les moins ambitieux, le sentier continue vers une bergerie à 1 648 m au pied du sommet. Après un faux plat, la descente s'amorce en direction des bergeries de Tatarellu (1 330 m). Au lieu-dit Casetta Capucinu (896 m), une variante permet d'accéder rapidement à Campo Vecchio hameau de Venaco. Sinon, poursuivre le sentier pour retrouver la case départ.

## Économie
La carrière de marbre bleu turquin de Petra Furnella ouverte au début du XXe siècle, a été exploitée jusqu'en 1930 pour la production régulière de dalles, plinthes et pavés, destinés pour l'essentiel à l'exportation. Elle a employé jusqu'à 24 ouvriers permanents.

## Culture locale et patrimoine

### Lieux et monuments
- Monument aux morts, situé à une vingtaine de mètres de la place de l'Église.
- Lavoir public. il est situé en haut du village, en bordure du ruisseau de Misognu. Une ancienne meule en pierre a été placée à côté en guise de table.
- Mairie. les locaux de la Casa Cumuna sont abrités dans un bâtiment qui est aussi l'école Ottaviani.

#### Jardin du château de Pozzo di Borgo
Ce jardin comprenant promenade, belvédère, verger, mur de clôture, terrasse en terre-plein, jardin potager et clôture de jardin, date du XIXe siècle. Il est actuellement propriété privée. Il est repris au pré-inventaire des jardins remarquables et a fait l'objet d'une documentation préalable pour être à l'Inventaire général du patrimoine culturel. Dossier versé le 4 mars 2003.

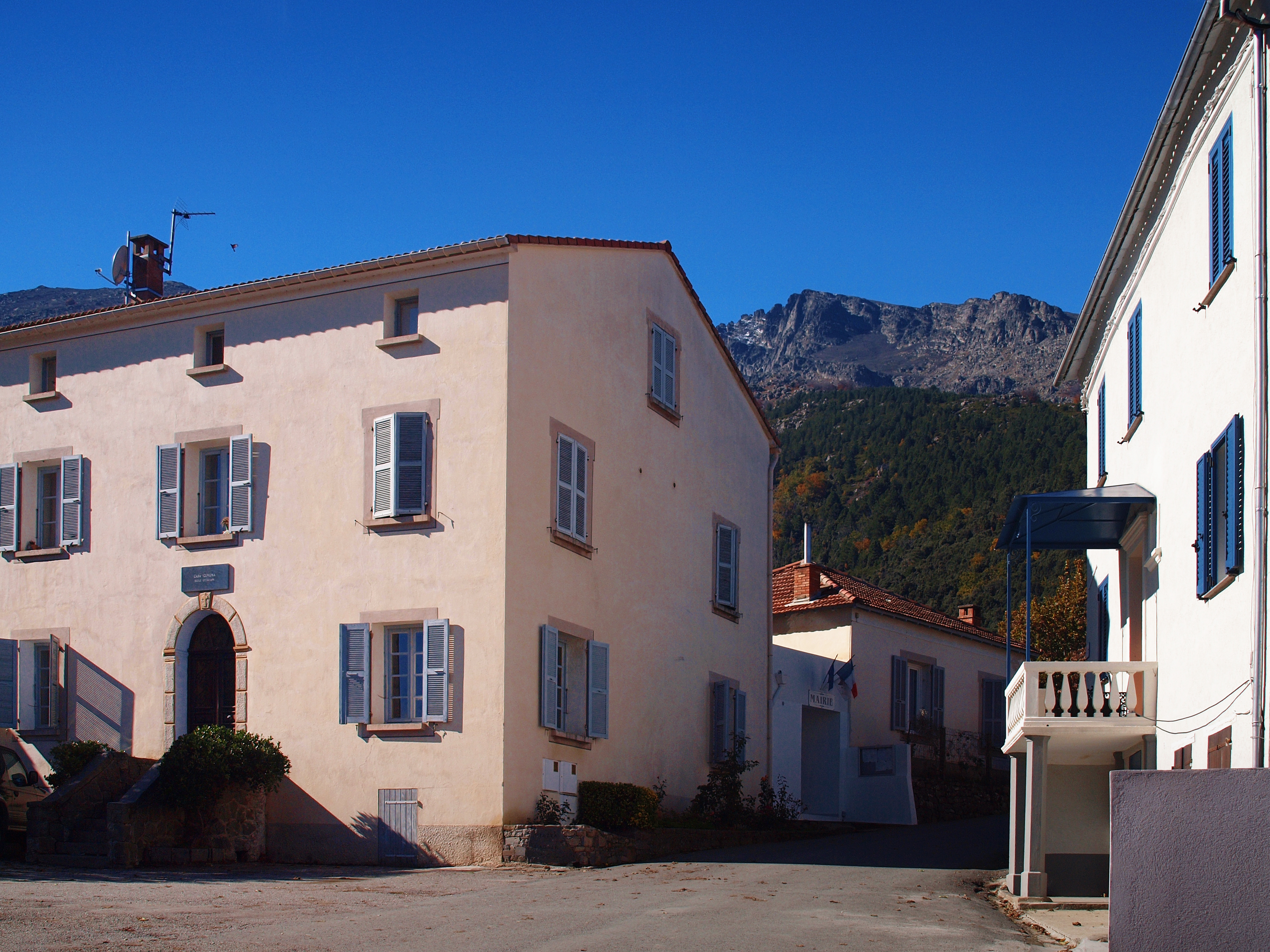
Mairie et école Ottaviani.
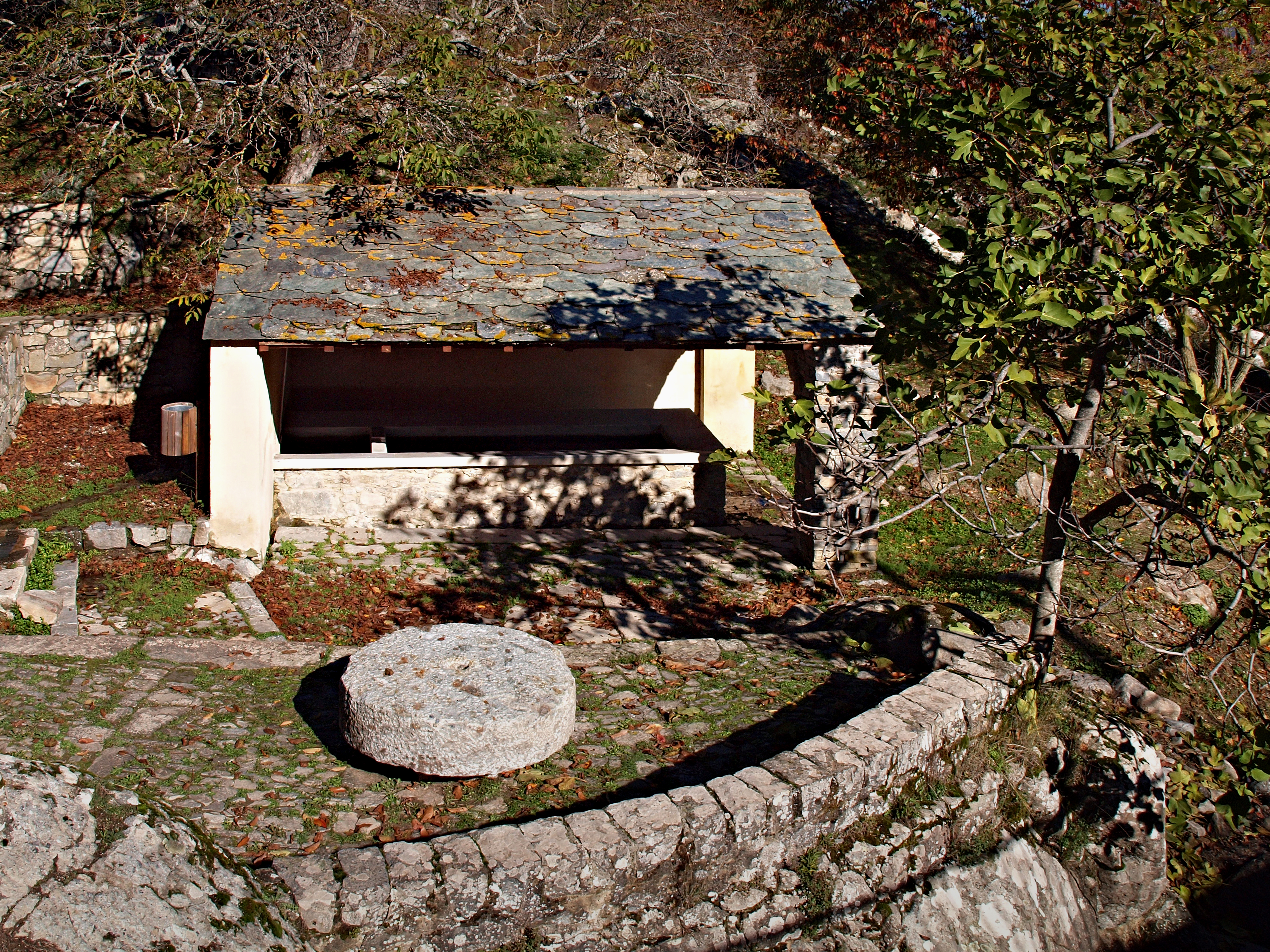
Lavoir en haut du village.
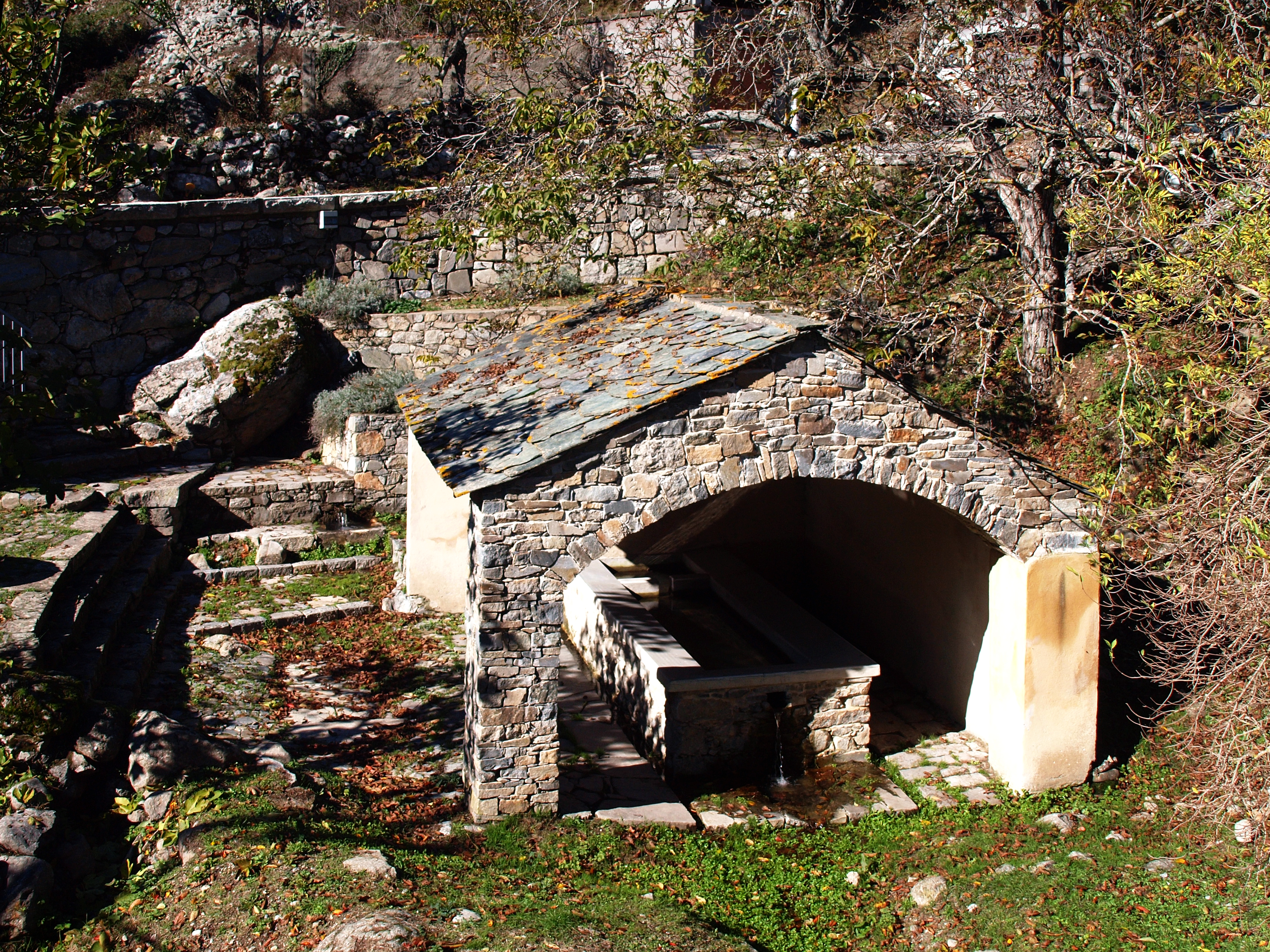
Lavoir en bordure du Misognu.
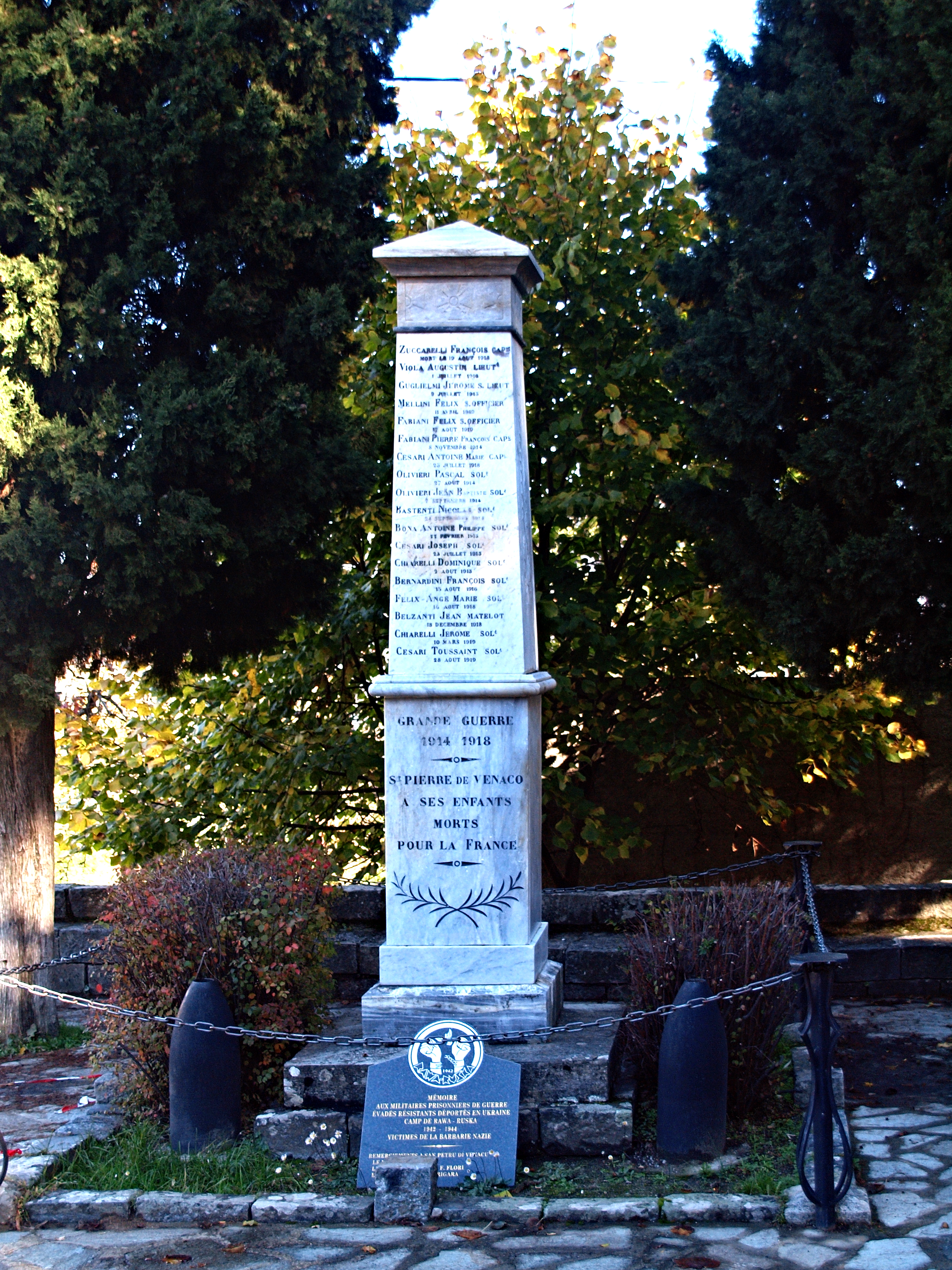
Monument aux morts.

#### Carrières de calcaire dite carrières de marbre bleu turquin
La carrière de "Petra Furnella" a été ouverte au début du XXe siècle. Elle a pris la suite de la carrière de marbre bleu turquin de Serragio (Venaco) qui avait été ouverte au milieu du XIXe siècle pour exploiter le gisement, acquit par adjudication en 1866 par l'avocat Étienne Émile Camoin de Vence, puis de Pierre André Poggioli en 1870, avant de s'effacer devant la carrière de "Petra Furnella" au début du XXe siècle. Les produits taillés (dalles, plinthes et pavés) étaient destinés pour l'essentiel à l'exportation. Les extractions se poursuivront jusque dans les années 1930. Un projet non concrétisé était né en 1980 pour la réouverture de la carrière par la municipalité. Ces deux carrières ont été exploitées à ciel ouvert. Le front de taille de celle de "Petra Furnella", étagé sur trois niveaux, est encore visible. Ces carrières sont reprises à l'Inventaire général du patrimoine culturel - Dossier versé le 10 août 2006.

#### Église Saint-Pierre-et-Saint-Paul
L’église paroissiale Saint-Pierre-et-Saint-Paul a été édifiée sur des fondements médiévaux, murs d’une ancienne chapelle romane. Sa façade baroque et son petit clocher latéral ont été restaurés. Son fronton est orné à la base d’une tiare avec deux clefs entrecroisées, une symbolique de saint Pierre devenue les armes du village.
L’édifice religieux renferme un tabernacle en bois polychrome du XVIIIe siècle, classé Monument historique par arrêté du 9 février 1995.

#### ChapelleSaint-Élisée

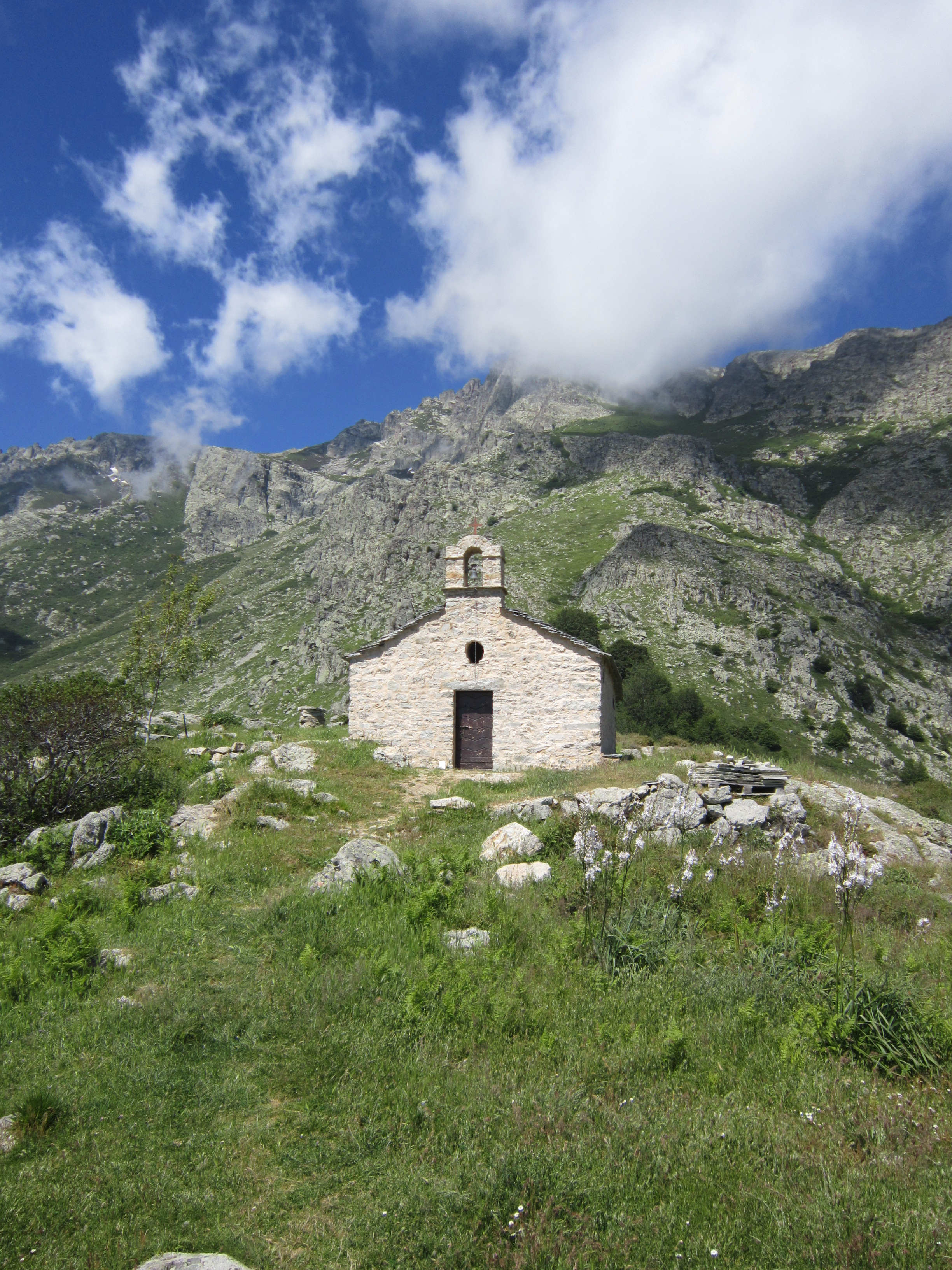
Saint-Élisée (Sant' Eliseu).

La chapelle est située à 1 555 m d’altitude sur la ligne de crête au nord du vallon du ruisseau de Misognu. Tous les ans, un pèlerinage a lieu le 29 août dans cette chapelle. Il est le plus haut pèlerinage de Corse. La chapelle abrite les statues en bois de saint Élisée et de sainte Sabine.
Un sentier, en boucle autour de la vallée du ruisseau de Misongno, prend naissance aux dernières maisons du haut du village de Santo-Pietro-di-Venaco, à 802 m d'altitude.

#### Chapelle Saint-Sébastien
La chapelle Saint-Sébastien (San Bastianu) est dédiée à la fois à saint Sébastien et sainte Lucie.

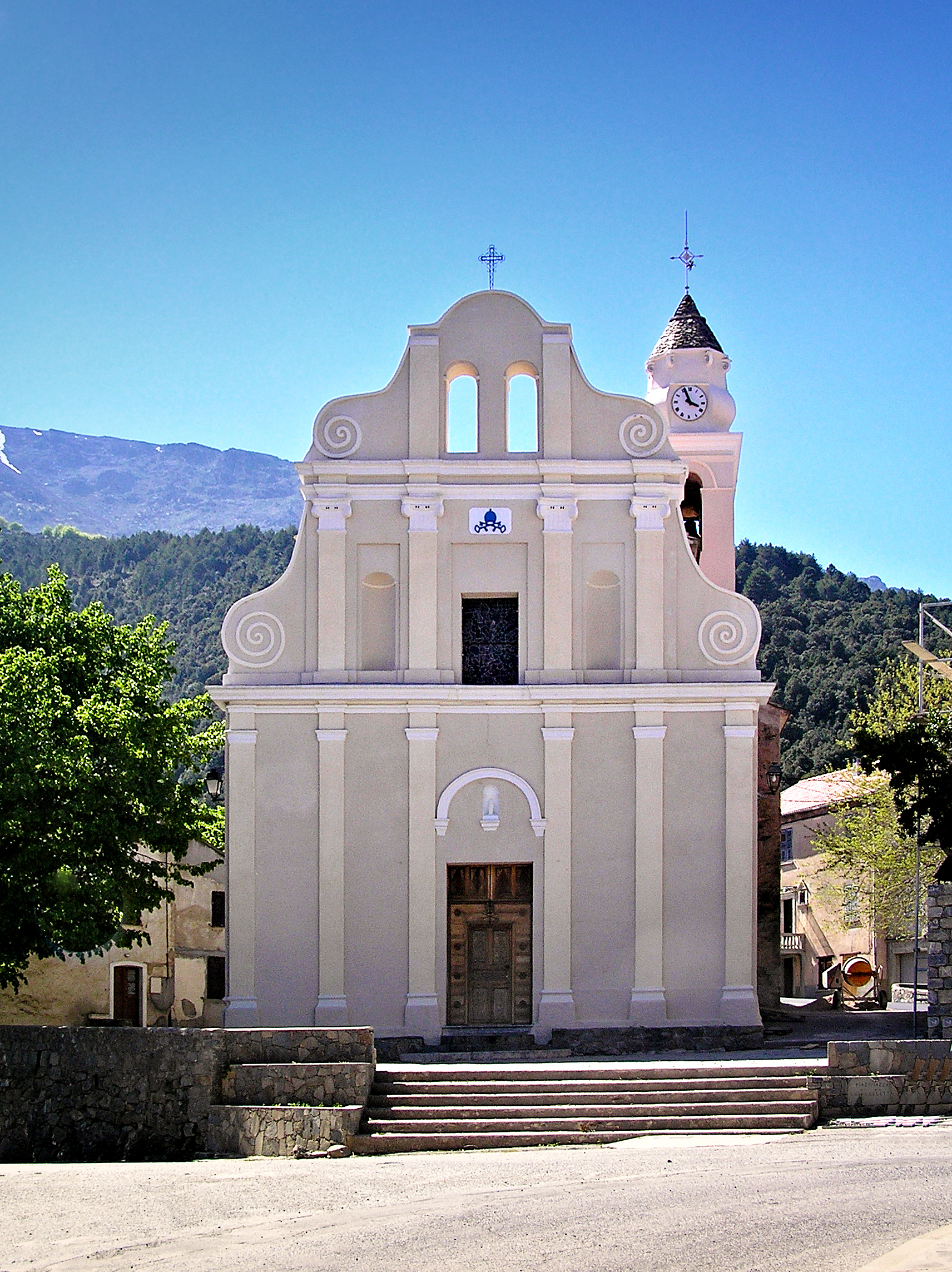
Église Saint-Pierre-Saint-Paul.
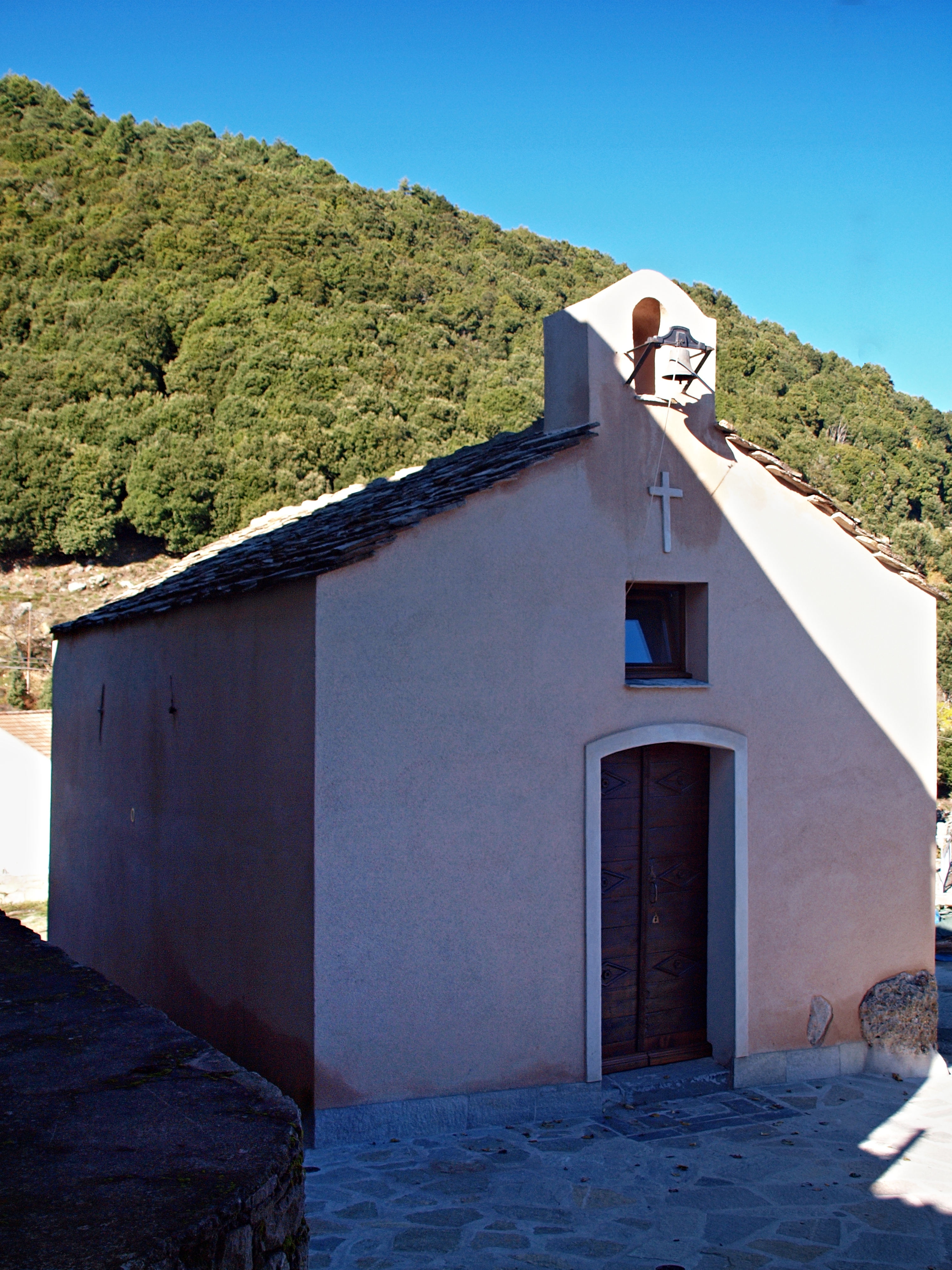
Chapelle San Bastianu.
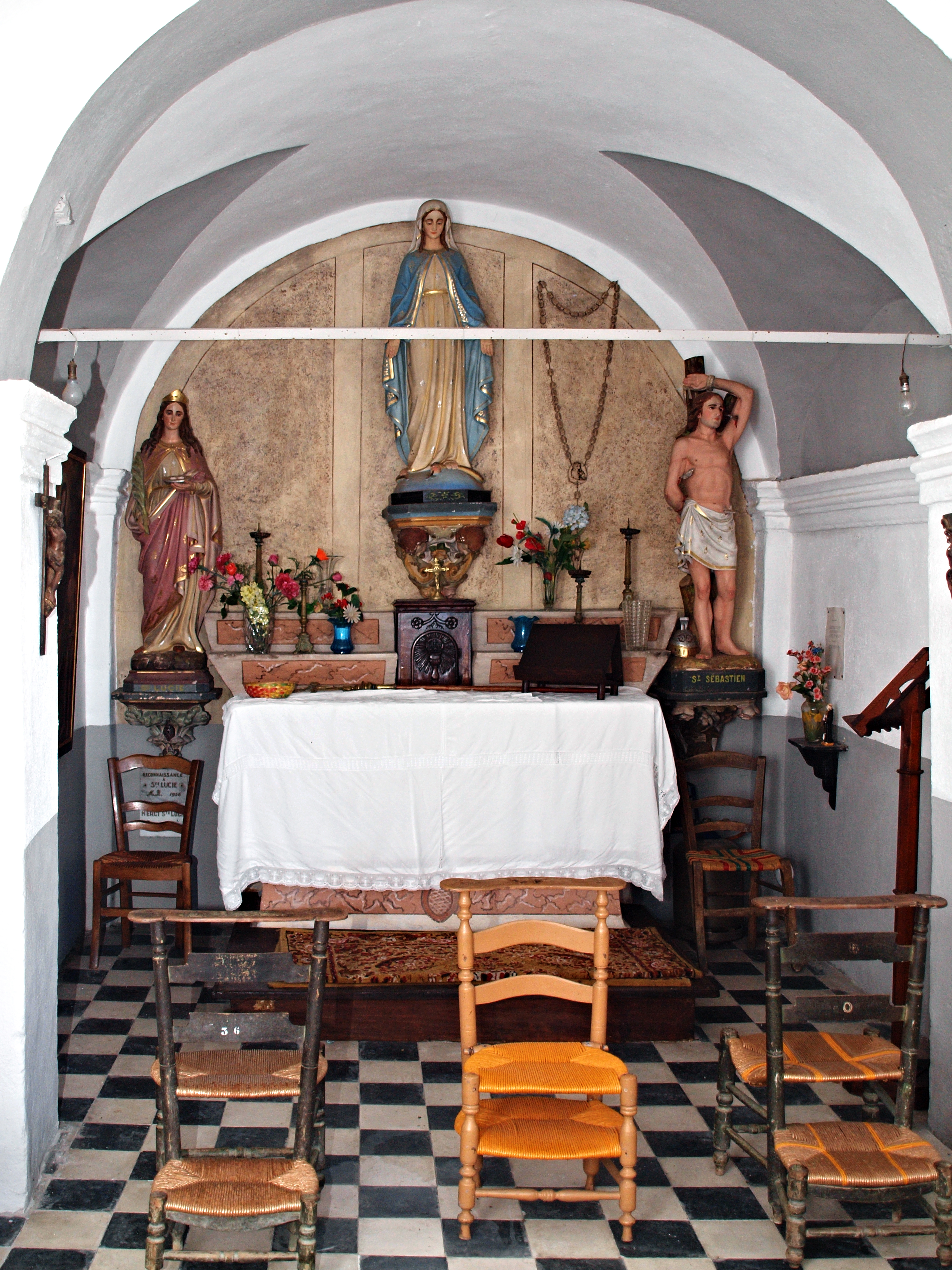
Vue intérieure de la chapelle San Bastianu.

#### Hôtel du Torrent

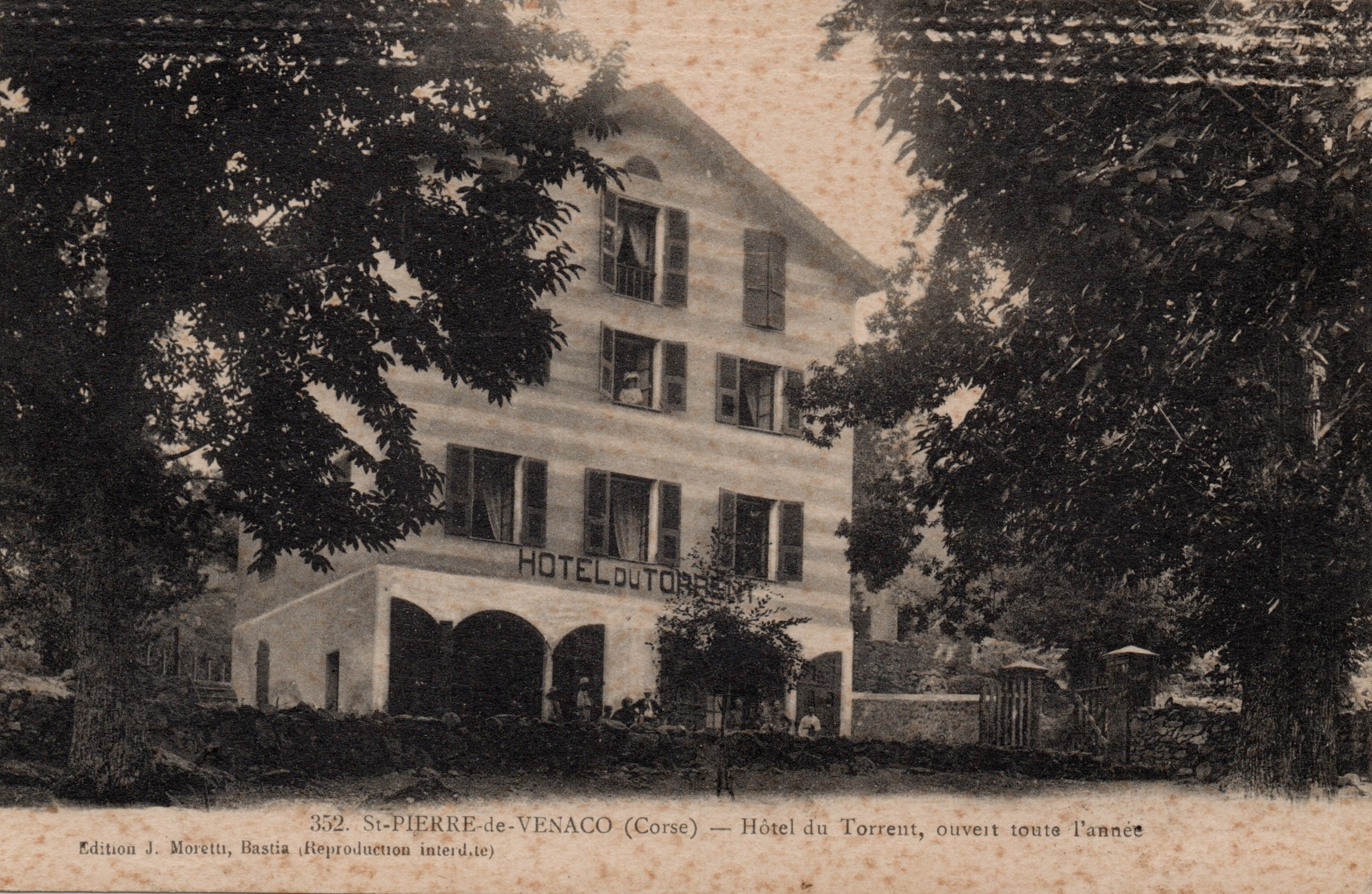
L'hôtel du Torrent avant transformation. (Carte postale ancienne)

La bâtisse a été construite au milieu du XIXe siècle par le comte François-Xavier Pozzo di Borgo, puis elle est transformée en auberge en 1898 par André Mariani. Dès le début du XXe siècle, l’hôtel du Torrent est présent dans les principaux guides touristiques. Il inspire écrivains et journalistes dont Emile Bergerat qui imagine dans son livre La Chasse au mouflon une rencontre entre les petits-neveux des familles Bonaparte et Pozzo di Borgo.

### Patrimoine naturel

#### Parc naturel régional
Santo-Pietro-di-Venaco fait partie du parc naturel régional de Corse, un espace de 362 978 ha créé en 1972, et repris à l'Inventaire national du patrimoine naturel sous la fiche Corse (FR8000012).

#### ZNIEFF
La commune est concernée par deux zones naturelles d'intérêt écologique, faunistique et floristique de 2e génération.

##### Crêtes et hauts versants asylvatiques du Monte Rotondo
Santo-Pietro-di-Venaco fait partie des 25 communes situées dans la zone naturelle d'intérêt écologique, faunistique et floristique appelée « Crêtes et hauts versants asylvatiques du Monte Rotondo », objet de la fiche ZNIEFF940004246 accompagnée du commentaire suivant :
« La zone est située au cœur de la chaîne montagnarde de la Corse. Elle est constituée par les crêtes et les hauts versants du Massif du Rotondo. Elle s’étend sur une très vaste surface et recouvre le territoire d’un grand nombre de communes du centre de l’île. Elle est comprise entre 800 et 2 622 mètres d’altitude. La végétation est caractéristique des crêtes et hauts sommets de Corse. Elle est principalement dominée par un ensemble de landes et de pelouses d’altitude. La série de végétation s’étale de l’étage supraméditerranéen à l’alpin. L’étage subalpin est cependant dominant sur la zone ».

##### Sommet du Monte Cardo
Avec Corte et Venaco, Santo-Pietro-di-Venaco partage la ZNIEFF nommée « Sommet du Monte Cardo » d'une superficie de 306 ha. La fiche ZNIEFF940004177 est accompagnée du commentaire suivant :
« La zone concernée est localisée sur la crête orientale du Massif du Rotondo, entre 5 et 6 kilomètres au nord-est de ce sommet. Elle comprend les hauts versants à partir de 1 800 mètres d'altitude jusqu'aux sommets de la Punta Lattiniccia (2 413 mètres) et du Monte Cardo (2 453 mètres), point culminant qui domine la vallée du Verghellu et la piève de Venaco. À l'est et au sud de la zone, les pentes sont abruptes et constituées de parois, de falaises et d'éboulis rocheux. À l'ouest de la crête, les pentes sont moins accidentées et plus régulières. Sur la crête elle-même, on trouve des replats occupés par une végétation rase ».

### Personnalités liées à la commune
- Ghjannettu Notini (San Petru di Venacu 1890 - Corti 1983). Écrivain et poète de langue corse sous le pseudonyme U Sampetracciu. Il a fondé "U teatru di a Muvra" en qualité d’auteur et d’acteur, accompagné des actrices E Surelle Padovani (Les Sœurs Padovani).
- Pierre Salvadori (1964-), acteur, réalisateur et scénariste français.